# バルタザール・ギノー
バルタザール・ギノー（Balthazar Guynaud, 生没年不詳）は、17世紀末頃のフランスの作家。占星術師ノストラダムスの予言の解釈書を刊行した。現在知られている範囲内で、「恐怖の大王」について初めて解釈を展開した人物である。
ギノーの生涯についてはほとんど分かっていない。彼自身の著作にある自伝的な言及から、調馬師の資格を持ち、フランス王ルイ14世附きの小姓頭を務めた時期があったとされる。この真偽は定かではないものの、彼がルイ14世に強い思い入れがあったことは著書から明らかである。
唯一の著作は『アンリ2世からルイ大王までの歴史とノストラダムス予言集との一致 (La Concordance des Prophéties de Nostradamus, avec l'histoire depuis Henri II jusqu'à Louis le Grand) 』である。これは1693年に刊行され、1709年と1712年に再版された。
この著作は3部構成になっている。第1部ではシャヴィニーらの通説を踏まえてノストラダムスの伝記を紹介している。第2部がタイトルにもある通り、歴史的事件とノストラダムスの予言がいかに整合しているかをアピールするものとなっている。第3部では未来の出来事の解釈に踏み込んでおり、この中で『百詩篇』第10巻72番（1999年の詩）の解釈も展開した。彼の未来解釈はフランス王家に好意的なものであり、恐怖の大王の詩も、欧州各国を恐怖させる強大な王がフランスに現れる予言として、未来のフランスの繁栄を示すものの一つと解釈していた。
また、ノストラダムスの予言を熱烈に信奉したがゆえに、ピエール・ガッサンディやジャン・ド・スポンドといったノストラダムスに批判的だった知識人を非難した。なお、17世紀の他の注釈者ジャック・ド・ジャンやテオフィル・ド・ガランシエールの解釈が当時広く援用されたのとは裏腹に、ギノーの解釈はほとんど踏襲されることはなかった。